# Chorvatské pozemní síly

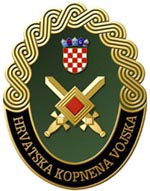
znak Chorvatských pozemních sil

Struktura (stav v roce 2007)

Chorvatské pozemní síly (chorvatsky: Hrvatska kopnena vojska) je část chorvatských ozbrojených sil. 

## Vybavení

### Tanky
- M-95 Degman
- M-84
- T-72

### BVP
- BVP M-80
- M2 Bradley

### Dělostřelectvo
- 69× 60mm minomet
- 69× 82mm minomet
- 43× 120mm M75 minomet
- 4× 105mm M56 houfnice
- 9× 2S1 Gvozdika
- 15× PzH 2000